# Maison PK

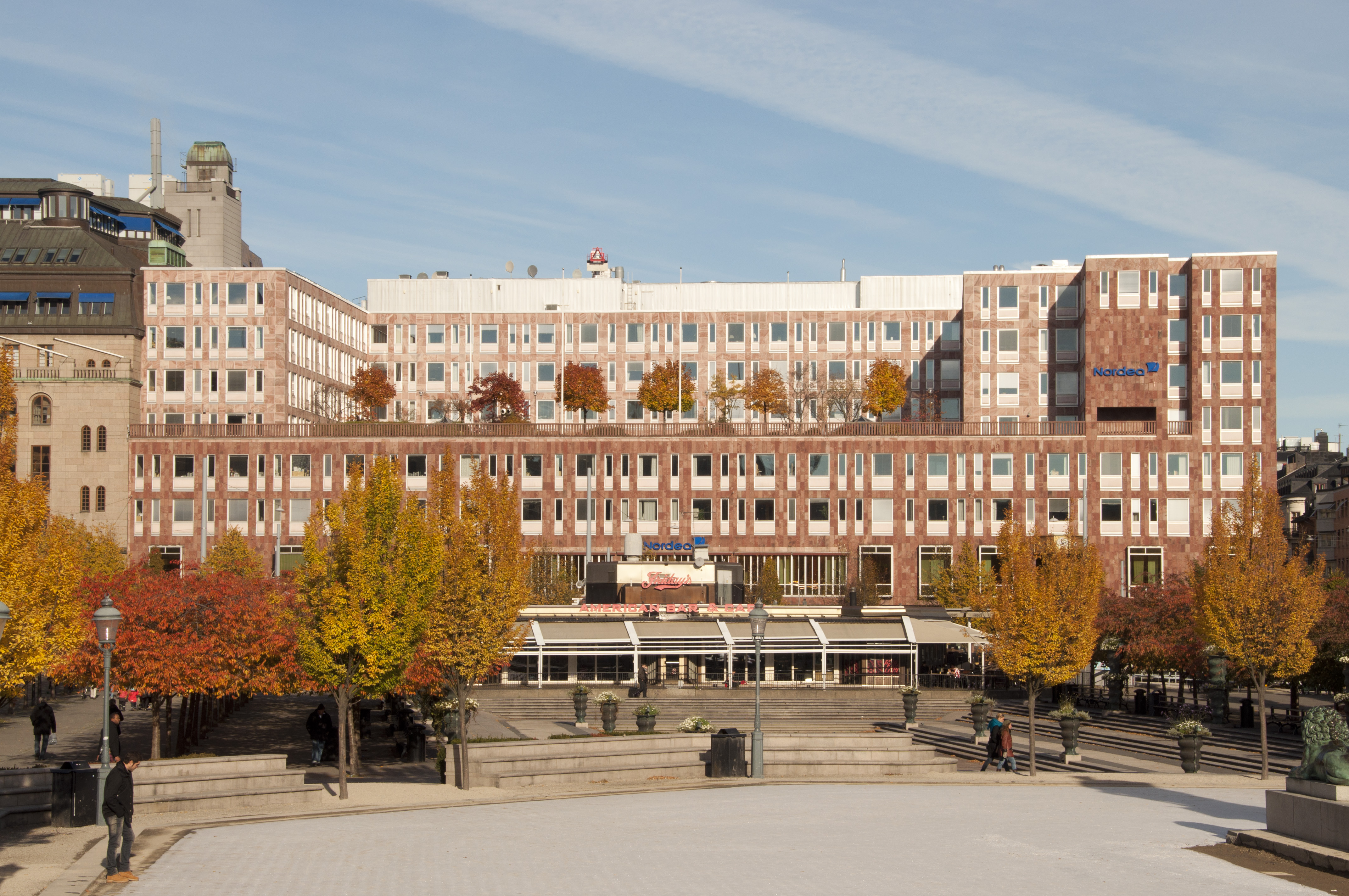
La maison PK en octobre 2010.

La maison PK (suédois : PK-huset) est un immeuble du quartier de Norrmalm au centre-ville de Stockholm en Suède. 

## Architecture
Construit entre 1971 et 1974 sur des plans du cabinet d'architectes Backström & Reinius, le bâtiment abrite des bureaux et des commerces. Il s'agit à l'origine du siège de la banque Sveriges Kreditbank, qui prend après une fusion en 1974 le nom de Post- och Kreditbanken, d'où le nom de maison PK. Aujourd'hui, le bâtiment abrite principalement le siège de la filiale suédoise de la banque Nordea.
La maison PK est érigée dans le cadre du redéveloppement de Norrmalm, sur un emplacement précédemment occupé par les maisons Sager, un ensemble d'immeubles construits au tournant du XXe siècle dont la démolition suscite une vague de protestation. Backström & Reinius étudient la possibilité d'en préserver les façades à l'avant de leur réalisation, mais le maître d'ouvrage s'oppose à toute forme de conservation.

## Situation
La maison PK s'étend du grand magasin NK à l'ouest jusqu'à la rue Norrlandsgatan à l'est, et fait face côté sud au parc Kungsträdgården le long de la rue Hamngatan. La longue façade de grès rouge s'élève sur trois étages, tandis que deux tours de sept étages surmontent les deux extrémités du bâtiment. Entre les deux tours s'étend une terrasse de 1 250 m2 plantée d'arbres. Le rez-de-chaussée et le sous-sol abritent des passages commerçants, la galerie du sous-sol étant du reste directement reliée au grand magasin NK. Le long des rues Hamngatan et Norrlandsgatan, des arcades protègent les passants des intempéries. Au-dessus de ces arcades, on trouve une série de petits bureaux le long d'un long couloir, et le grand hall bancaire. Les sous-sols du bâtiment, qui comptent cinq niveaux et s'enfoncent jusqu'à vingt mètres sous terre, abritent bureaux, places de parking et même salles de sport. La surface totale du bâtiment atteint 52 800 m2.
En 2007, le musée de la ville de Stockholm a classé la maison PK parmi les quatorze bâtiments les plus remarquables du quartier de Norrmalm construits entre 1960 et 1980. Elle figure sur cette liste aux côtés de la maison de la Suède et du siège de la caisse d'épargne de Stockholm, qui sont situés en biais de l'autre côté de la rue Hamngatan.

## Galerie

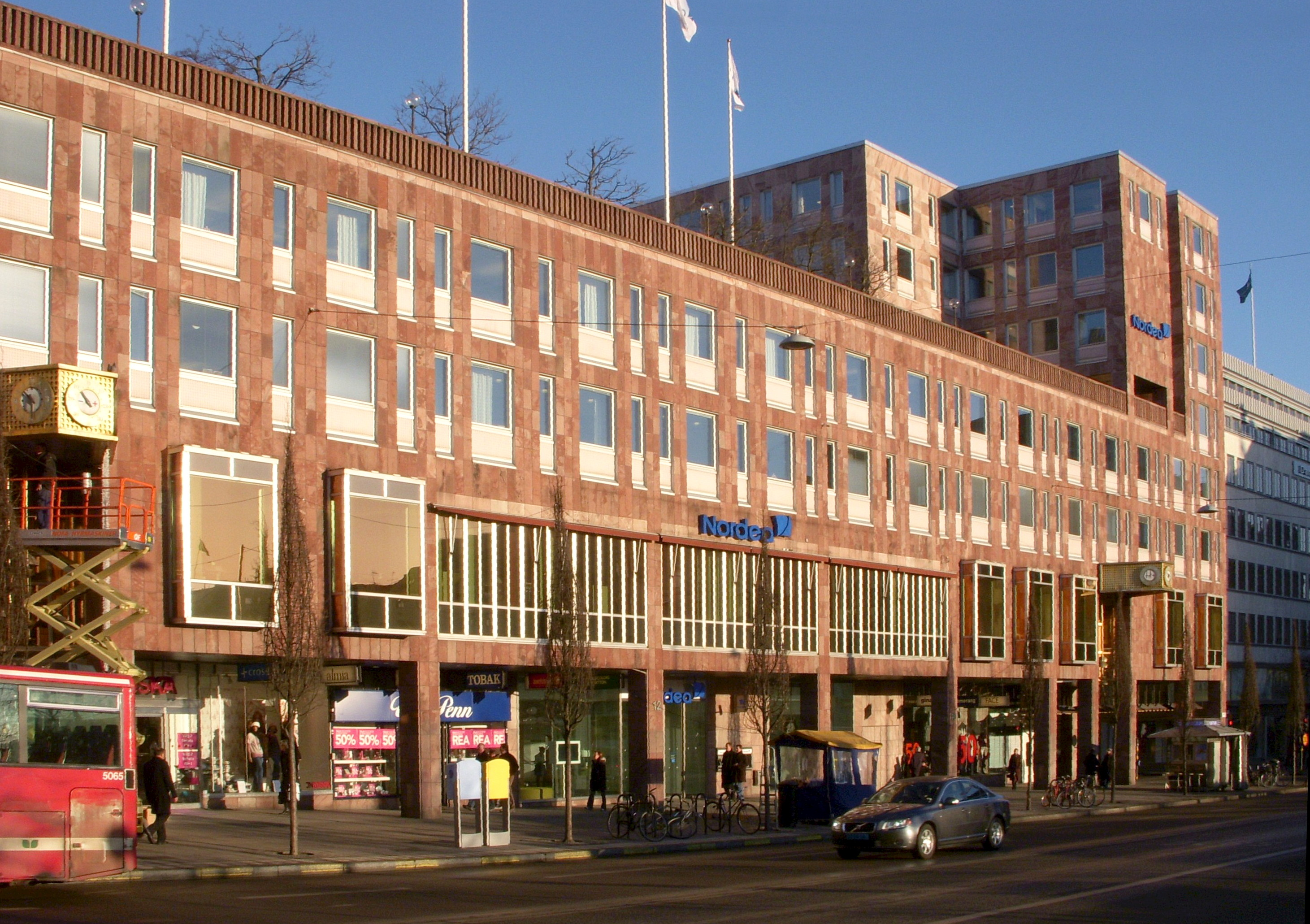
Vue vers l'est.
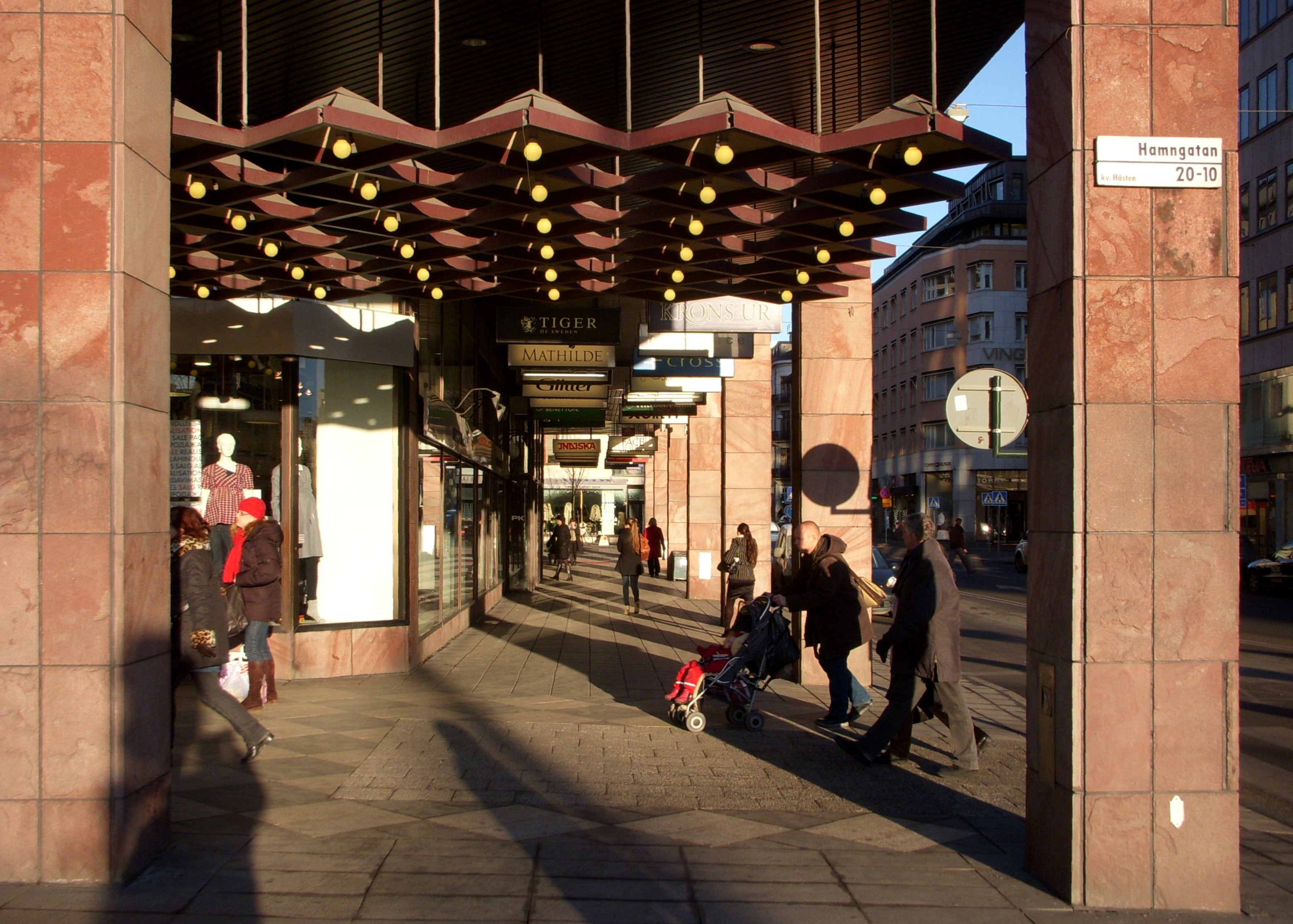
Le coin de la rue Hamngatan.
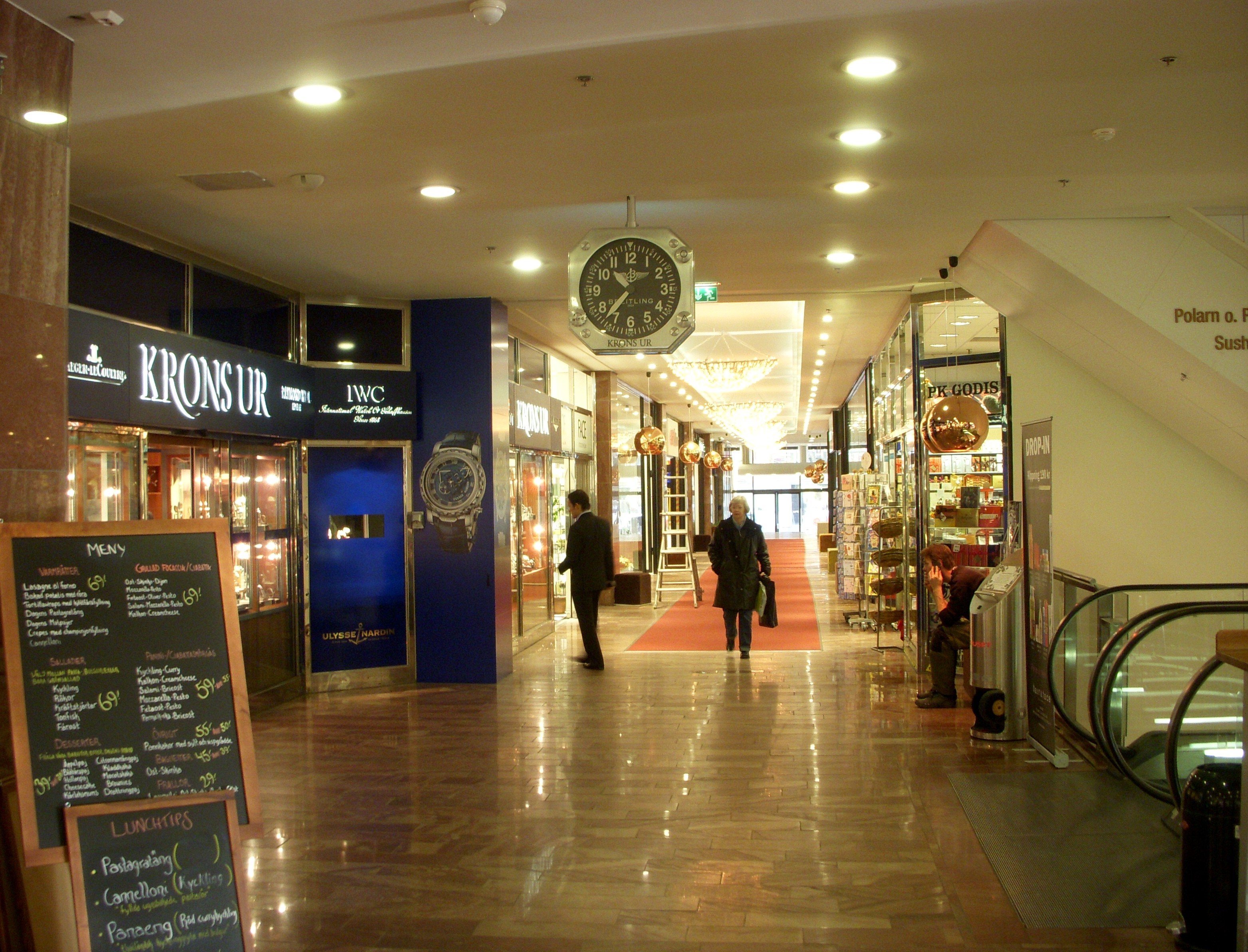
Un passage commerçant.
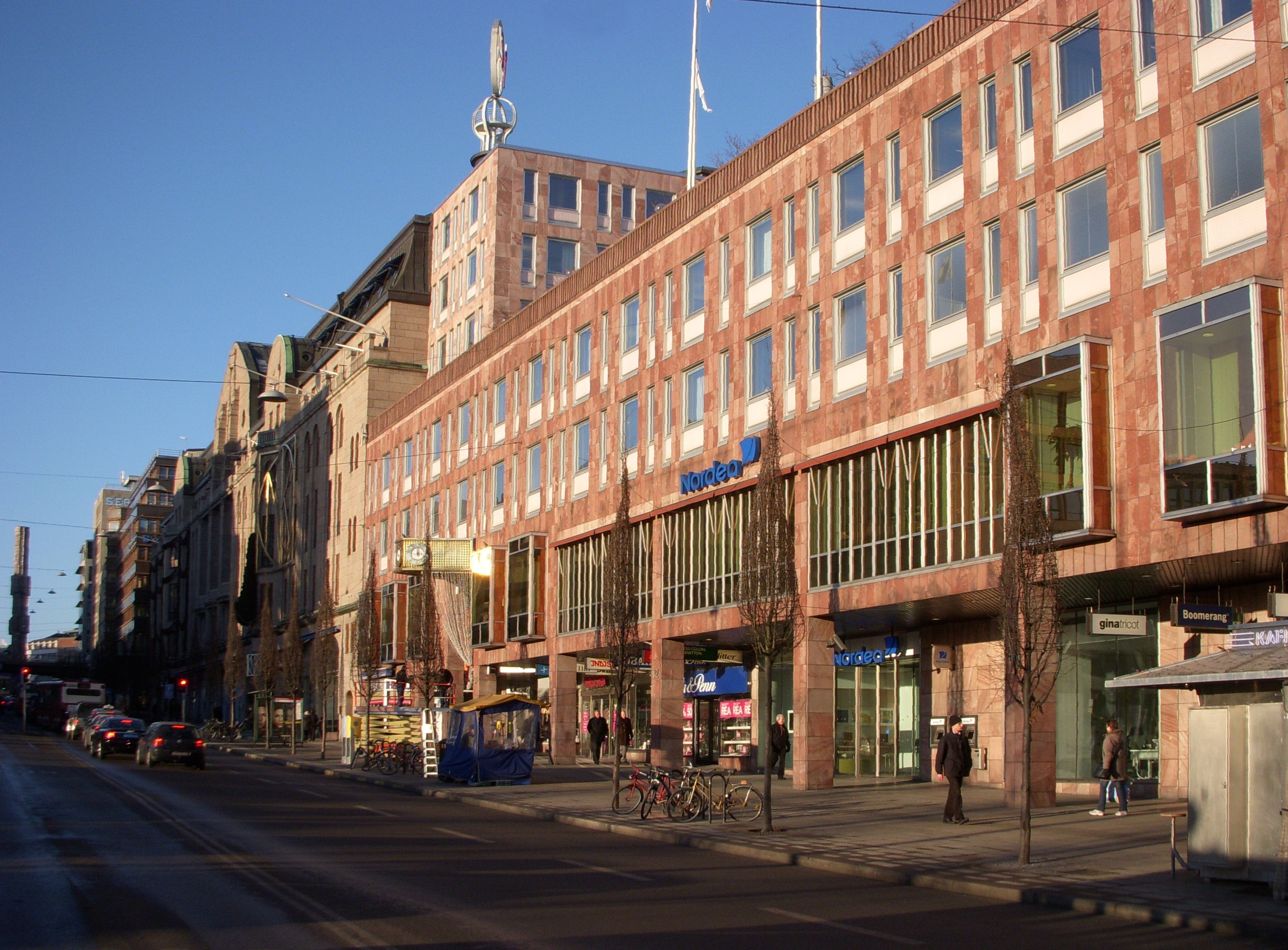
Vue vers l'ouest.